# Adrien Creuzé
Pour les autres membres de la famille, voir Famille Creuzé.
Georges-Adrien-Jules Creuzé, né le 21 janvier 1845 à Châtellerault où il est décédé le 29 novembre 1919, est un banquier et homme politique français.

## Biographie

### Famille
Fils de Jules Creuzé, banquier et entrepreneur de la manufacture d'armes de Châtellerault, président du Tribunal de commerce et de la Société de secours mutuel de Châtellerault, et de Radegonde-Félicité Supervielle, petit-fils de Robert-Auguste Creuzé, beau-frère du général Eugène Arnaudeau et oncle d'Alexandre-Robert Conty, il épouse Gabrielle Marie Radegonde de La Fouchardière, petite-fille de Paul Proa et tante de Georges de La Fouchardière). Il est le grand-père du général Guy Grout de Beaufort et du colonel Alain Grout de Beaufort.

### Carrière professionnelle
Il succède à son père comme entrepreneur de la manufacture d'armes. 
En 1896, il crée la banque Creuzé et Cie, qui reprend la suite d'affaire de la banque Colomber qui elle-même avait succédé à celle créée par son père Jules Creuzé. Il installe la banque dans l'hôtel Sully qui lui appartient. Il en assure la gestion jusqu'en 1904. Elle est alors reprise par son fil Robert Creuzé et prend le nom de Creuzé, Rabeau et Cie, avant d'être reprise par le Crédit de l'Ouest (devenu Crédit industriel de l'Ouest) 
Il s'occupe aussi d'agriculture dans ses propriétés.

### Carrière politique
Il fonde le Cercle catholique d'ouvriers de Châtellerault en 1875, qu'il préside.
Il représente le canton de Vouneuil-sur-Vienne au Conseil général de la Vienne depuis 1874, quand il est porté sur la liste conservatrice de ce département en octobre 1885 et élu député. 
Il prend place sur les bancs de la droite monarchiste et vote avec elle, contre l'expulsion des Princes, contre la nouvelle loi militaire, contre les divers ministères de gauche qui occupèrent le pouvoir ; plus récemment, il s'est abstenu sur le rétablissement du scrutin d'arrondissement, et s'est prononcé pour l'ajournement indéfini de la révision de la Constitution, contre les poursuites contre trois députés membres de la Ligue des patriotes, contre le projet de loi Lisbonne restrictif de la liberté de la presse, contre les poursuites contre le général Boulanger.
Malgré la pression populaire il ne se représente pas en 1889. C'est Albert Nivert qui lui succède dans ses fonctions.
Le pape Léon XIII le fait comte romain le 28 décembre 1898, qui le nommé également commandeur de l'ordre de Saint-Grégoire-le-Grand l'année suivante.

## Distinctions
- Commandeur de l'ordre de Saint-Grégoire-le-Grand

## Sources
- « Adrien Creuzé », dans Adolphe Robert et Gaston Cougny, Dictionnaire des parlementaires français, Edgar Bourloton, 1889-1891 [détail de l’édition]